# Incr Tcl

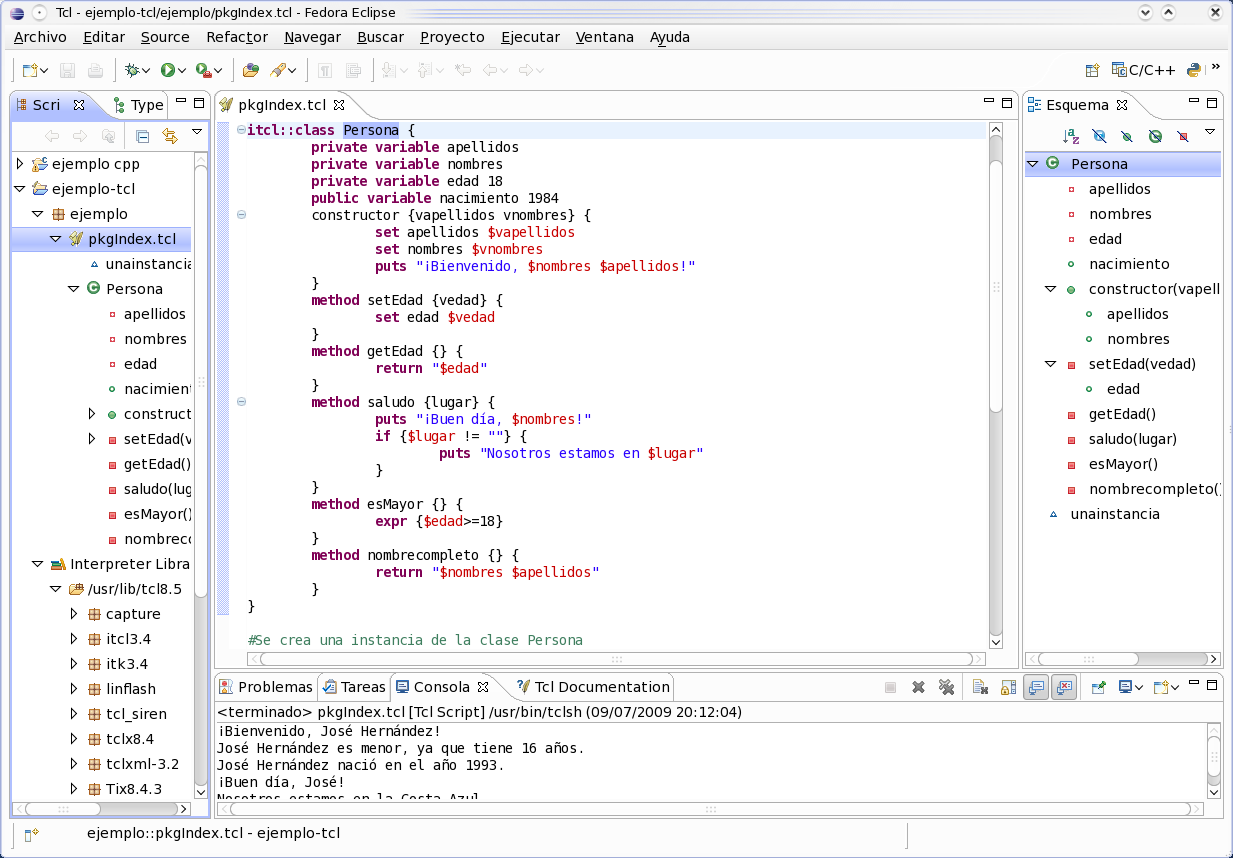
Eclipse corriendo el ejemplo de incr Tcl.

[incr Tcl] o itcl es una extensión del lenguaje de programación Tcl para darle soporte de programación orientada a objetos. Su nombre hace referencia al operador incremento de Tcl, así como C++ utilizaba el operador de incremento para la extensión de C. La sintaxis de la programación de objetos se inspira mayormente en la de C++.

## Ejemplo
```
#ejemplo.tcl

package
 
require
 
Itcl

#Se crea la clase Persona

itcl
::
class
 
Persona
 
{

	
private
 
variable
 
apellidos

	
private
 
variable
 
nombres

	
private
 
variable
 
edad
 
18

	
public
 
variable
 
nacimiento
 
1984

	
constructor
 
{
vapellidos
 
vnombres
}
 
{

		
set
 
apellidos
 
$vapellidos

		
set
 
nombres
 
$vnombres

		
puts
 
"¡Bienvenido, $nombres $apellidos!"

	
}

	
method
 
setEdad
 
{
vedad
}
 
{

		
set
 
edad
 
$vedad

	
}

	
method
 
getEdad
 
{}
 
{

		
return
 
"$edad"

	
}

	
method
 
saludo
 
{
lugar
}
 
{

		
puts
 
"¡Buen día, $nombres!"

		
if
 
{
$lugar
 
!=
 
""
}
 
{

			
puts
 
"Nosotros estamos en $lugar"

		
}

	
}

	
method
 
esMayor
 
{}
 
{

		
expr
 
{
$edad
>=
18
}

	
}

	
method
 
nombrecompleto
 
{}
 
{

		
return
 
"$nombres $apellidos"

	
}

}

#Se crea una instancia de la clase Persona

Persona
 
unainstancia
 
Hernández
 
José

#Se fija la edad como 16 (encapsulamiento de edad)

unainstancia
 
setEdad
 
16
 

#
Se
 
fija
 
el
 
nacimiento
 
modificando
 
la
 
variable
 
publica
 
nacimiento
 
(
sin
 
encapsular
)

unainstancia
 
configure
 
-
nacimiento
 
[expr
 
2009
 
-
 
[
unainstancia
 
getEdad
]]
 

#
Evalua
 
el
 
resultado
 
del
 
métoco
 
esMayor

if
 
{[
unainstancia
 
esMayor
]}
 
{

	
puts
 
"[unainstancia nombrecompleto] es mayor."

}
 
else
 
{

	
puts
 
"[unainstancia nombrecompleto] es menor, ya que tiene [unainstancia getEdad] años."

}

#Se obtiene el valor de la variable publica nacimiento

puts
 
"[unainstancia nombrecompleto] nació en el año [unainstancia cget -nacimiento]."

#Se invoca al método saludo

unainstancia
 
saludo
 
"la Costa Azul"

# Se destruye la instancia de la clase Persona

itcl
::
delete
 
object
 
unainstancia

# Se destruye la clase Persona, esta clase ya no estará disponible en adelante

itcl
::
delete
 
class
 
Persona

```

Como resultado:
```
$ tclsh ejemplo.tcl
¡Bienvenido, José Hernández!
José Hernández es menor, ya que tiene 16 años.
José Hernández nació en el año 1993.
¡Buen día, José!
Nosotros estamos en la Costa Azul

```